# 대한민국의 고용노동부 차관
고용노동부 차관(雇傭勞動部 次官)은 장관을 보좌하는 직위로, 정무직공무원으로 보한다.

## 임명
- 고용노동부 차관은 대통령이 임명한다.

## 역할
- 고용노동부 차관은 장관을 보좌하여 소관사무를 처리하고 소속공무원을 지휘·감독하며, 장관이 사고로 직무를 수행할 수 없으면 그 직무를 대행한다.

## 역대 차관

### 미군정 노동부 차장
- 박택(朴澤) 1947년 1월 8일~1948년 8월 15일

### 노동청 차장
| 정부        | 대수           | 이름                            | 임기                            | 비고 |
| ----------- | -------------- | ------------------------------- | ------------------------------- | ---- |
| 제 3 공화국 | 초대           | 김문영(金文永)                  | 1963년 9월 2일~1966년 5월 18일  |      |
| 제 3 공화국 | 2대            | 우기도(禹基度)                  | 1966년 5월 25일~1969년 7월 28일 |      |
| 제 3 공화국 | 3대            | 허성준(許成俊)                  | 1969년 7월 28일~1970년 1월 6일  |      |
| 제 3 공화국 | 4대            | 김원규(金圓珪)                  | 1970년 1월 6일~1972년 2월 15일  |      |
| 제 3 공화국 | 5대            | 허성준(許成俊)                  | 1972년 2월 15일~1974년 7월 19일 |      |
| 제 4 공화국 | 5대            | 허성준(許成俊)                  | 1972년 2월 15일~1974년 7월 19일 |      |
| 6대         | 박창규(朴昌圭) | 1974년 7월 19일~1980년 5월 27일 |                                 |      |
| 7대         | 한진희(韓眞熙) | 1980년 5월 31일~1980년 8월 20일 |                                 |      |
| 8대         | 장영철(張永喆) | 1980년 8월 20일~1981년 4월 7일  |                                 |      |

### 노동부 차관
| 정부        | 대수 | 이름           | 임기                              | 비고 |
| ----------- | ---- | -------------- | --------------------------------- | ---- |
| 제 5 공화국 | 초대 | 정동철(鄭東喆) | 1981년 4월 8일~1985년 7월 11일    |      |
| 제 5 공화국 | 2대  | 한진희(韓眞熙) | 1985년 7월 11일~1988년 3월 5일    |      |
| 노태우 정부 | 3대  | 이용준(李龍俊) | 1988년 3월 5일~1989년 7월 20일    |      |
| 노태우 정부 | 4대  | 정동우(鄭東佑) | 1989년 7월 20일~1993년 3월 3일    |      |
| 김영삼 정부 | 5대  | 김훈기(金勳基) | 1993년 3월 4일~1993년 12월 27일   |      |
| 김영삼 정부 | 6대  | 강봉균(康奉均) | 1993년 12월 27일~1994년 10월 6일  |      |
| 김영삼 정부 | 7대  | 김태연(金泰淵) | 1994년 10월 6일~1994년 12월 26일  |      |
| 김영삼 정부 | 8대  | 최승부(崔勝夫) | 1994년 12월 26일~1996년 12월 24일 |      |
| 김영삼 정부 | 9대  | 우성(禹誠)     | 1996년 12월 24일~1998년 3월 8일   |      |
| 김대중 정부 | 10대 | 안영수(安榮秀) | 1998년 3월 9일~1999년 5월 25일    |      |
| 김대중 정부 | 11대 | 김상남(金相男) | 1999년 5월 25일~2001년 4월 1일    |      |
| 김대중 정부 | 12대 | 김송자(金松子) | 2001년 4월 1일~2003년 3월 3일     |      |
| 노무현 정부 | 13대 | 박길상(朴吉祥) | 2003년 3월 3일~2004년 9월 1일     |      |
| 노무현 정부 | 14대 | 정병석(鄭秉錫) | 2004년 9월 1일~2006년 1월 31일    |      |
| 노무현 정부 | 15대 | 김성중(金聖中) | 2006년 1월 31일~2007년 8월 31일   |      |
| 노무현 정부 | 16대 | 노민기(盧民基) | 2007년 8월 31일~2008년 2월 29일   |      |
| 이명박 정부 | 17대 | 정종수(鄭鍾秀) | 2008년 3월 1일~2010년 3월 22일    |      |
| 이명박 정부 | 18대 | 이채필(李埰弼) | 2010년 3월 23일~2010년 7월 4일    |      |

### 고용노동부 차관
| 정부        | 대수 | 이름           | 임기                             | 비고 |
| ----------- | ---- | -------------- | -------------------------------- | ---- |
| 이명박 정부 | 1대  | 이채필(李埰弼) | 2010년 7월 5일~2011년 5월 31일   |      |
| 이명박 정부 | 2대  | 이기권(李基權) | 2011년 6월 7일~2012년 6월 12일   |      |
| 이명박 정부 | 3대  | 이재갑(李載甲) | 2012년 6월 13일~2013년 3월 12일  |      |
| 박근혜 정부 | 4대  | 정현옥(鄭賢玉) | 2013년 3월 13일~2014년 7월 24일  |      |
| 박근혜 정부 | 5대  | 고영선(高英先) | 2014년 7월 25일~2017년 6월 11일  |      |
| 문재인 정부 | 6대  | 이성기(李性基) | 2017년 6월 12일~2018년 10월 29일 |      |
| 문재인 정부 | 7대  | 임서정(任書正) | 2018년 10월 29일~2020년 11월 1일 |      |
| 문재인 정부 | 8대  | 박화진(朴華珍) | 2020년 11월 2일~2022년 5월 10일  |      |
| 윤석열 정부 | 9대  | 권기섭(權基燮) | 2022년 5월 10일~2023년 7월 2일   |      |
| 윤석열 정부 | 10대 | 이성희(李成熙) | 2023년 7월 3일~2024년 6월 20일   |      |
| 윤석열 정부 | 11대 | 김민석(金珉奭) | 2024년 6월 21일~2025년 6월 26일  |      |
| 이재명 정부 | 12대 | 권창준(權昌俊) | 2025년 6월 26일~                 |      |

## 같이 보기
- 고용노동부
- 고용노동부 장관